# Utricularia humboldtii
Utricularia humboldtii är en tätörtsväxtart som beskrevs av Rob. Schomb.. Utricularia humboldtii ingår i släktet bläddror, och familjen tätörtsväxter. Inga underarter finns listade i Catalogue of Life.

## Bildgalleri

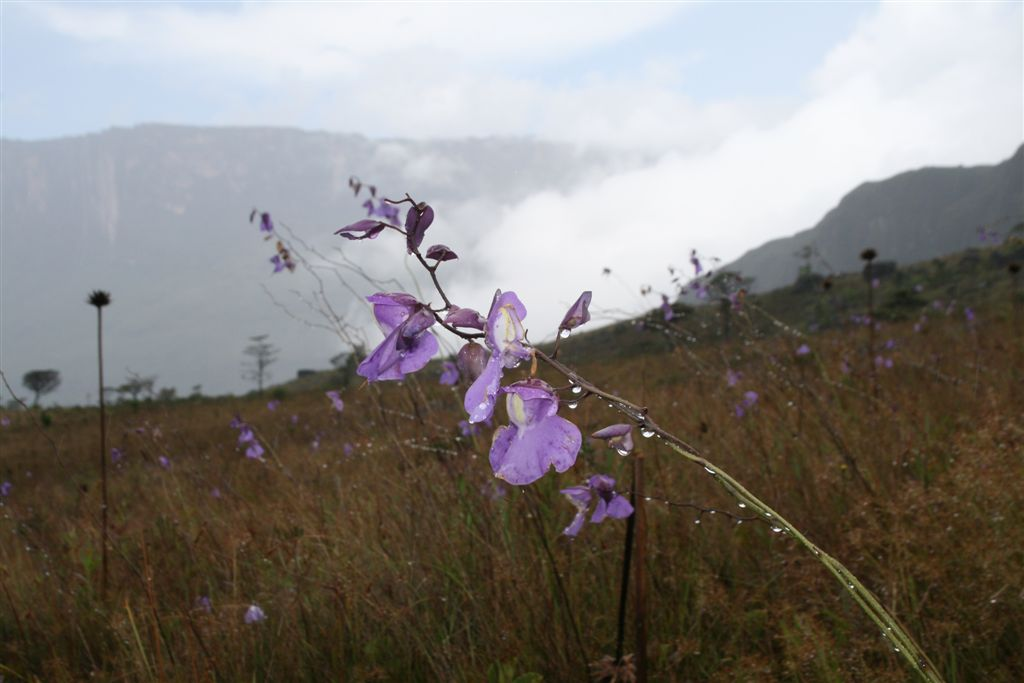
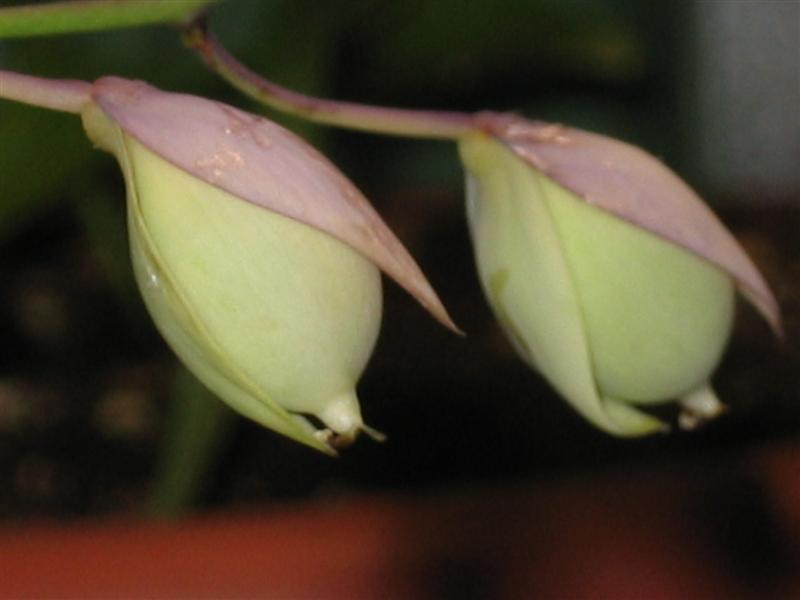
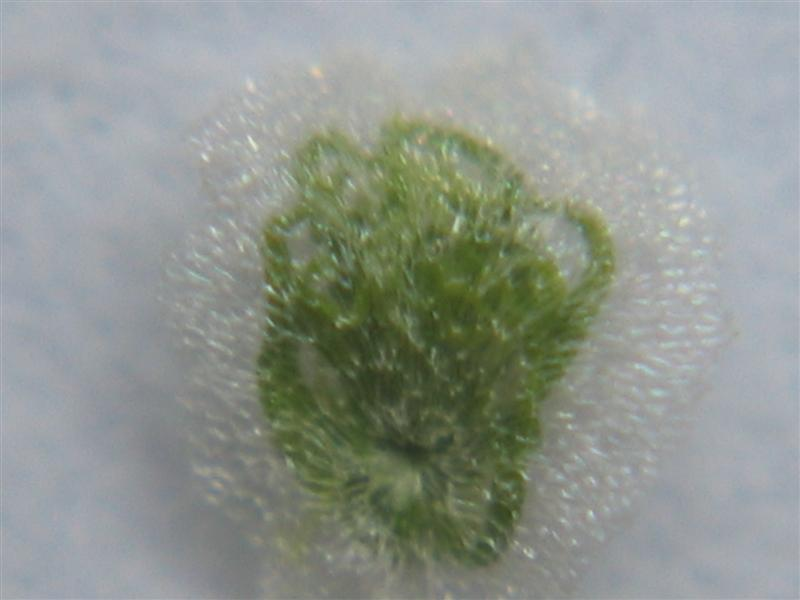
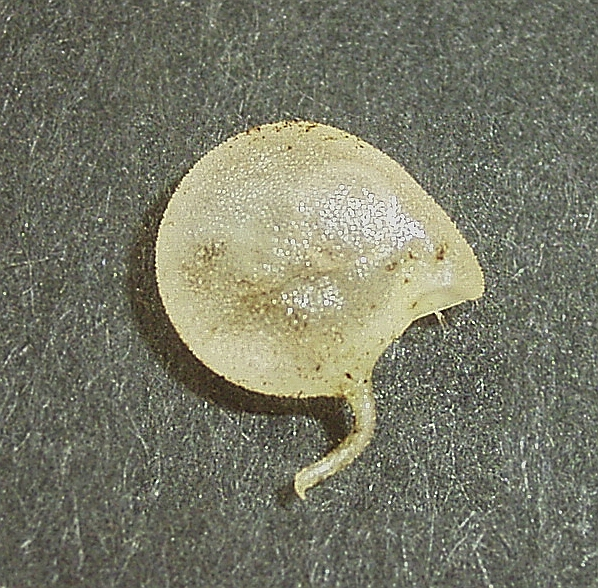